# Leopold George

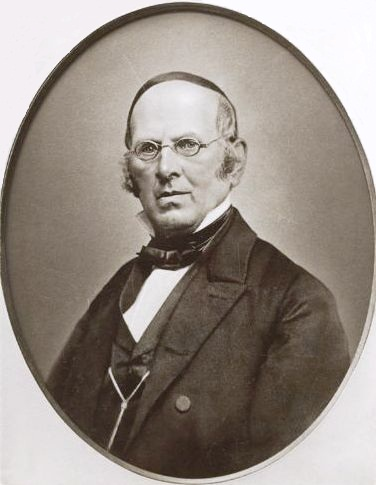
Leopold George

Leopold George (* 14. August 1811 in Berlin; † 24. Mai 1873 ebenda) war ein deutscher Philosoph und Theologe.

## Leben
Johann Friedrich Leopold George war ein Sohn des Berliner Malers und Kupferstechers Johann Gottlieb George und dessen Ehefrau Friederike, Tochter des Schneidermeisters Johann Gottlieb Bartz in Gollnow/Pommern.
Er studierte Theologie bei Friedrich Schleiermacher und August Neander. Er promovierte 1833 habilitierte sich 1834. 1836 wurde er Gymnasiallehrer, lehrte aber bereits auch an der Universität. Von 1856 bis 1859 war er außerordentlicher Professor in Berlin, danach ordentlicher Professor an der Universität Greifswald. Im Jahr 1868 wurde George zum Rektor der Universität gewählt.

## Schriften
- Die älteren Jüdischen Feste mit einer Kritik der Gesetzgebung des Pentateuch. 1835.
- Mythos und Sage. 1837.
- System und Mataphysik. 1844.
- Die fünf Sinne. 1846.
- Lehrbuch der Psychologie. 1854.
- Die Gliederung der Wissenschaft in ihrer Einheit. Rede. Greifswald 1862.
- Die Logik als Wissenschaftslehre. Berlin 1868.